# Bichniów
Bichniów – wieś w Polsce położona w województwie świętokrzyskim, w powiecie włoszczowskim, w gminie Secemin. Na terenie Bichniowa znajduje się remiza Ochotniczej Straży Pożarnej.
| SIMC    | Nazwa | Rodzaj    |
| ------- | ----- | --------- |
| 0145260 | Pałac | część wsi |

Wieś w powiecie chęcińskim województwa sandomierskiego była w latach 70. XVI wieku własnością kasztelana sandomierskiego Stanisława Szafrańca. W latach 1975–1998 miejscowość administracyjnie należała do województwa częstochowskiego.

## Historia
28 listopada 1943 roku pod Bichniowem miała miejsce potyczka partyzancka. W boju z oddziałami Wehrmachtu poległo pięciu AK-owców, kilku natomiast zostało rannych. W odwecie za opór zbrojny hitlerowcy zamordowali 44 mieszkańców wsi Bichniów, w tym 11 kobiet.

## Zabytki
- kapliczka z około połowy XIX w.
- dwór zbudowany w 1925 r. przez Adama Makólskiego
- park z XVIII w., przekomponowany w XIX w.